# Pilišské vrchy

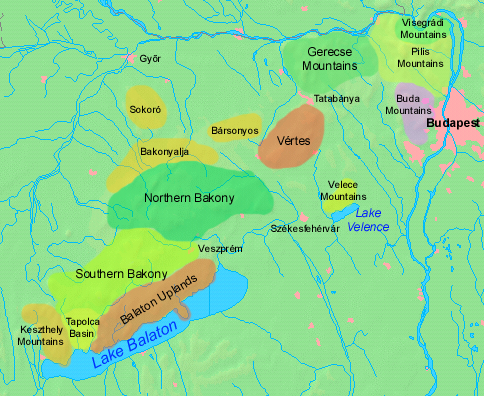
Poloha vrchů v rámci Zadunajského středohoří

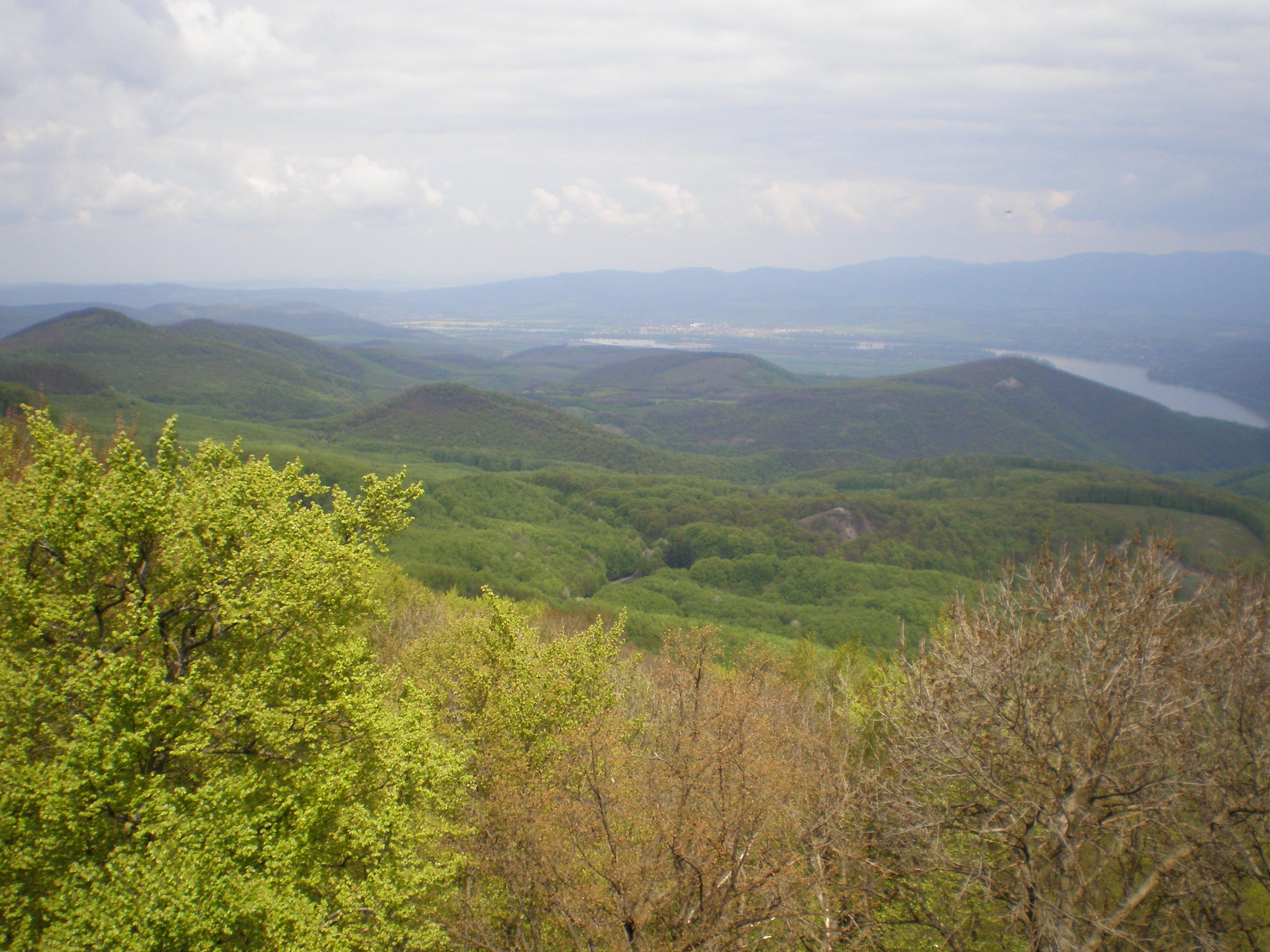
Lesy Pilišských vrchů.

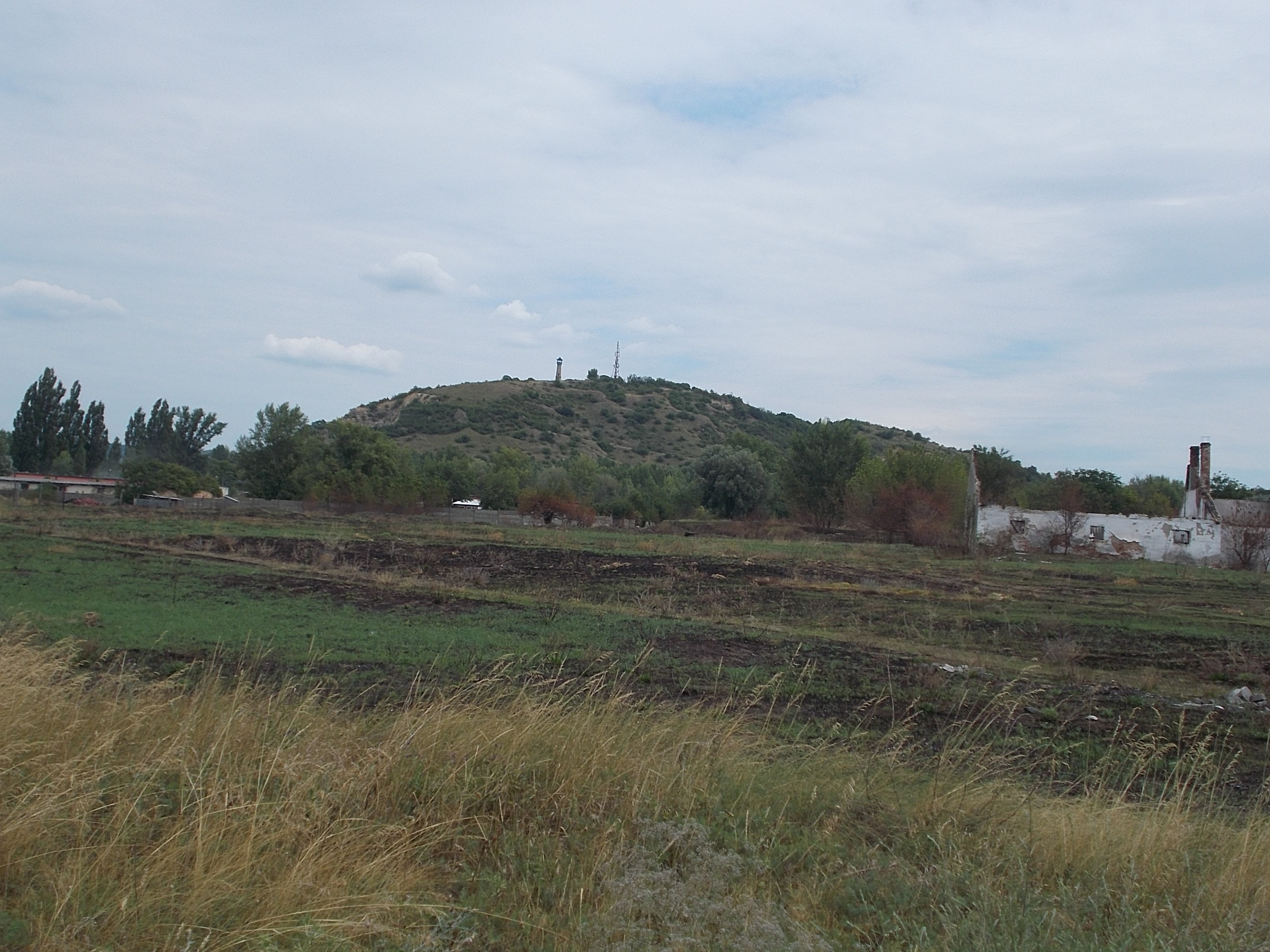
Vrchol Kis-Strázsa u Ostřihomi.

Pilišské vrchy (maďarsky Pilis hegység, česky a slovensky též Pleš) je krasové a dolomitové pohoří v Maďarsku ležící Komárensko-ostřihomské župě a Pešťské župě. Má rozlohu 25 370 ha. Nejvyšším bodem je Pilis s výškou 756 m n. m.

## Název
Název pochází ze slovanského pleš (slovenského pleš), což je i přímo doloženo zápisem z roku 1187 „silua…auque uulgo Ples nuncupatur“. V maďarštině se používá jako přejímka. Název se z nejvyššího vrcholu postupně rozšířil na celé pohoří.

## Geomorfologické členění
Pilišské vrchy jsou východní částí Zadunajského středohoří mezi Budapeští a Ostřihomi. Jsou odděleny od Vyšehradských vrchů (maďarsky Visegrádi-hegység) údolím potoka Szentléleki a sedlem Két-bükkfa-nyereg (sedlo Dvou buků). Z jihozápadní strany tvoří hranici přibližně železniční trať z Budapešti přes Dorog do Ostřihomi. Pohoří se táhne ve směru severozápad-jihovýchod v délce cca 20 km. U vesnice Pilisszántó je rozdělena sedlem Szántói-nyereg na dvě části.
Vyšehradské vrchy se často mylně přiřazují k Pilišským vrchům, přestože geologicky patří k Severomaďarskému středohoří. Přítomno je zde asi 400 jeskyní.

### Vrcholky
Mezi větší vrcholky tohoto pohoří patří:
- Pilis (maďarsky Pilis-tető), 756 m s rozhlednou Boldoga Özseba[3] na jejím vrcholu a několika vyhídkami na jižních svazích.
- Nagy-Bodzás-hegy, 717 m
- Nagy-Szóplák, 710 m
- Kis-Szóplák, 686 m
- Vaskapu, 651 m
- Nagy-Kevély
- Kis-Kevély
- Oszoly

Západní okraj pohoří tvoří vrchol Kis-Strázsa-hegy, který je patrný z Dunaje a i ze slovenského území.

## Vodstvo
Pohoří je vzhledem k vápencovému podloží relativně chudé na vodní toky. S výjimkou již uvedených zde mnohé další netečou, nenachází se zde ani žádná jezera.

## Geologie
Pohoří vzniklo přibližně před 225 miliony let a tvoří jej hlavně již zmíněný vápenec a dolomit. Na některých místech vystupují skalní stěny na povrch a tvoří dobře rozpoznatelné prvky určitých lokalit, jako např. v Oszoly. Známá je také Železná brána nebo Velbloudí skála maďarsky Teve-szikla).

## Obyvatelstvo
Vrcholky Pilišských vrchů jsou pokryty listnatým lesem. Nachází se zde ale i několik vesnic, např. Piliszentkerest (slovensky Mlynky), Pilisszántó, Csobánka nebo Kesztölc (slovensky Kostolec/Kestúc). Nejbližšími městy jsou na severozápadním okraji Ostřihom a na jihovýchodním potom Pomáz a Szentendre těsně před Budapeští.
Obyvatelstvo vesnic je národnostně smíšené, maďarsko-slovenské. Na jihovýchodním okraji bylo dlouhodobě (od tureckých výbojů) obyvatelstvo i slovanské-pravoslavné, resp. srbské, jak dokládají některé místní názvy.

## Historie
Ve středověku byly hluboké lesy místního pohoří oblíbeným místem pro budínský dvůr jako místo pro lov zvěře. Doloženo je to z vlády krále Matyáše Korvína.
Žili zde také paulánští mniši. V pohoří se nachází pozůstatky a rozvaliny několika zaniklých klášterů.
V minulosti byla část pohoří odlesněna a tak se na některých místech vyskytuje poměrně chudá náletová vegetace. Obyvatelstvo se dlouhodobě věnovalo právě těžbě dřeva, případně také těžbě uhlí. Na několika málo potocích stály i mlýny.
Od konce 19. století se začalar rozšiřovat turistika. Vznikly zde turistické stezky a řada restaurací a letovisek. Došlo také k pomaďarštění některých místních názvů, především vrcholů, které ještě na konci 19. století měly slovanskou podobu, např. Bielá skála, Drenek, Kovačina apod.

## Ochrana přírody
Pohoří je součástí národního parku Dunaj-Ipeľ (maďarsky Duna-Ipoly). Části území pohoří jsou evidovány jako striktní přírodní rezervace (maďarsky fokozottan védett területre), kam je vstup bez povolení zakázán.

## Ekonomika
V pohoří se na několika místech těží vápenec (např. v Pilisszántó nebo severně od Kesztöce). Obhospodařovávány jsou místní lesy a značnou úlohu dnes hraje turistika. Na vrcholu Pilis je provozován paragliding. Navštěvované je také údolí potoka Dera a replika egerského hradu.

## Doprava
Do pohoří je možný přístup prostřednictvím příměstské sítě veřejné dopravy Budapešti; spoje víceméně gravitují k nádraží u Arpádova mostu.

## Jeskyně
Následuje seznam delších jeskyní v uvedeném pohoří:
- Ajándék-barlang, Klastrompuszta
- Sátorkőpusztai-barlang, Ostřihom
- Legénybarlang, Pilisszentlélek
- Leánybarlang, Pilisszentlélek
- Kőfülkék a Pilis-hegyen, Pilisszántó
- Ziribár-barlang, Pilisszántó
- Szent Özséb-barlang, Kétbükkfa-nyereg
- Ördöglyuk, Kétbükkfa-nyereg
- Vacska-barlang, Klastrompuszta
- Fehér-szirt, Kesztölc

Jeskyně, které se zde vyskytují, se do značné míry podobají těm v Budínských vrších.